# РД-0124
РД-0124 (14Д23 по классификации ГРАУ) — четырёхкамерный жидкостный ракетный двигатель (ЖРД), работающий на керосине и жидком кислороде по закрытой схеме с дожиганием окислительного генераторного газа. Разработанным ВЦРД (Воронежский центр ракетного двигателестроения), используется в «Блоке И», третьей ступени ракет-носителей «Союз-2.1б» и «Ангара-А5», второй ступени Союз-5 . Самый высокоэффективный кислородно-керосиновый ЖРД в мире и первый двигатель, созданный в России в постсоветский период.
В 2025 году в КБХА под руководством главного конструктора Горохова В. Д. впервые в истории российского ракетного двигателестроения было завершено создание лётного образца глубокой модификации РД-0124 - двигателя РД-0124МС, спроектированного исключительно в цифровом формате.

## История
Двигатель РД-0124 разрабатывался с 1993 года в КБХА с целью замены устаревшего РД-0110 в составе ракет семейства «Союз» для обеспечения доставки на целевую орбиту более тяжелой полезной нагрузки с космодромов, расположенных севернее «Байконура». В составе третьей ступени РН «Союз-2.1б» выводит космические аппараты (в том числе — спутники ГЛОНАСС и, начиная с 21 октября 2011 года, спутники системы «Галилео») с космодромов «Байконур», «Плесецк», Куру (Французская Гвиана).
В течение многих лет средства, поступавшие в КБХА на разработку, создание, доводку и лётные испытания РД-0124 и его модификаций, составляли основную часть доходной статьи бюджета предприятия. За счёт этих средств поддерживалась экономическая стабильность организации, работникам выплачивалась заработная плата, финансировались инициированные в самом КБ новые направления исследований, проектирование и изготовление других образцов техники. Это послужило основной причиной для принятия решения по запуску собственного мелкосерийного производства РД-0124 вместо того, чтобы передать двигатель в серию на Воронежский механический завод, как это происходило в других случаях. В конце 2013 года стало очевидно, что производственные мощности КБХА не в состоянии обеспечить потребности заказчиков.
23 декабря 2011 года космический аппарат «Меридиан» № 5 не был выведен на расчётную орбиту и упал на Землю. По официальным данным причиной потери спутника стала нештатная работа двигателя РД-0124 третьей ступени ракеты-носителя «Союз-2.1б» из-за прогара камеры № 3 вследствие «нестабильности характеристик паянного соединения, не выявляемого существующими в отрасли методами контроля качества», то есть из-за дефекта производства экземпляра двигателя.
В 2013 году были завершены работы по созданию ракетного двигателя РД-0124А, что открыло прямую дорогу к его летно-конструкторским испытаниям в составе ракеты «Ангара» в 2014 году.
25 июня 2013 года, ровно через год после подписания Указа Президента РФ о награждении главного конструктора Горохова В. Д. и других сотрудников КБХА за работы по созданию двигателя РД-0124, двигатели этого типа впервые с разницей всего в полтора часа вывели на целевые орбиты с космодрома «Байконур» и, сразу же за этим, с космодрома Куру во Французской Гвиане аппараты «Ресурс-П» (с помощью ракеты-носителя «Союз-2.1б») и четыре O3b (с помощью ракеты-носителя «Союз-СТ-Б»).
9 июля 2014 года двигатель РД-0124А был успешно испытан в составе ракеты-носителя «Ангара-1.2ПП».
27 февраля 2018 года НПО «Энергомаш» заявило о начале использования аддитивных технологий при производстве жидкостных ракетных двигателей. Предложение о внедрении в производство двигателей аддитивных технологий было сделано Конструкторским бюро НПО «Энергомаш» и утверждено научно-техническим советом предприятия после успешных огневых испытаний на воронежском КБХА камеры двигателя 14Д23, которые подтвердили возможность применения аддитивных технологий при производстве ЖРД; предприятие уже освоило методику изготовления смесительной головки и сопла двигателя 14Д23 с помощью аддитивных технологий. По оценке специалистов КБХА, применение аддитивных технологий сократит трудоемкость производства этого двигателя на 20 процентов. Например, смесительная головка, произведенная по традиционной технологии, состоит из 220 деталей, имеет 124 паяных соединения и 62 сварных шва, а изготовленная по аддитивной технологии состоит всего лишь из одной цельной детали, и срок её «выращивания» — 77 часов.

### РД-0124МС
Двигатель РД-0124МС — новый российский четырёхкамерный ракетный двигатель тягой 60,34 тс, работающий на компонентах топлива «нафтил — жидкий кислород». Удельный импульс в вакууме — 359 единиц (эквивалентно 334 с на уровне моря), давление в камере сгорания — 155 кг/см². Двигатель состоит из двух блоков, расположенных на общей раме и теплозащите. В состав каждого входят две диагонально расположенные камеры сгорания. Двигатель обеспечивает качание камер в двух плоскостях, а также работу при выключении одного из блоков.
- 7 апреля 2017 года КБХА приступило к созданию РД-0124М для второй ступени создаваемой ракеты-носителя среднего класса «Союз-5». Новый двигатель по сравнению с предшественником должен стать более экономичным, простым в конструкции, дешёвым и конкурентоспособным на рынке. Опытно-конструкторская работа выполняется в рамках Федеральной космической программы по заказу РКЦ «Прогресс»[11].
- 12 февраля 2020 года в Воронежском центре ракетного двигателестроения стартовали экспериментальные работы в рамках создания четырехкамерного двигателя РД-0124МС; на огневом стенде предприятия проведены два успешных огневых испытания первой энергетической установки с укороченным соплом[12].
- 9 декабря 2020 года в Воронежском центре ракетного двигателестроения изготовлен первый макет ракетного двигателя РД-0124МС. Изготовленный макет предназначен для динамических испытаний ступени ракеты. Одновременно с изготовлением первого макета двигателя на предприятии завершается сборка экспериментальной установки, включающей в себя камеру сгорания двигателя с цилиндрическим насадком. Ее огневые испытания пройдут в начале следующего года на воронежском огневом стенде.
- 24 февраля 2021 года Роскосмос сообщил об успешном проведении испытаний камеры сгорания двигателя РД-0124МС. Было произведено одно включение длительностью 50 секунд на номинальном режиме тяги[13].
- 27 апреля 2021 года в Воронежском центре ракетного двигателестроения успешно завершен цикл огневых испытаний штатной камеры жидкостного ракетного двигателя РД-0124МС. Проведенные испытания подтвердили работоспособность и характеристики камеры на режимах, указанных в техническом задании. Это позволяет предприятию перейти к следующим шагам: проведению испытаний камеры двигателя с высотным соплом в высотных условиях, а также изготовлению доводочных двигателей для наземной огневой отработки.[14]
- 25 июля 2022 года в воронежском Конструкторском бюро химавтоматики (КБХА) успешно провели наземное огневое испытание кислородно-керосинового ракетного двигателя РД-0124МС. Его будут использовать в составе второй ступени космической ракеты-носителя «Союз-5»  («Иртыш») разработки самарского РКЦ «Прогресс». Двигатель впервые испытывали в комплектации с четырьмя камерами сгорания. Он отработал на заданном режиме заложенное программой время.
- В 2025 году в КБХА под руководством главного конструктора Горохова В. Д. впервые в истории российского ракетного двигателестроения было завершено создание лётного образца двигателя РД-0124МС, спроектированного исключительно в цифровом формате. В начале июня 2025 года двигатель передан заказчику - самарскому ракетно-космическому центру «Прогресс».[15]